# Підготовка кадрового резерву
Кадровий резерв − це група працівників, потенційно здатних до управлінської діяльності, які після відповідної професійної підготовки можуть займати керівні посади. Резерв розподіляється  за категоріями керівних посад, для заміщення яких він формується. Кожного кандидата з резерву цілеспрямовано готують на заздалегідь закріплену за ним посаду, котра потребує не тільки певного рівня знань, компетенції  і кваліфікації, але й визначеного стиля роботи. При створенні кадрового резерву орієнтуються на спеціалістів з економічною освітою, котрі вже відповідно до своєї професії розуміють задачі поставлені перед підприємством, вміють знайти найбільш результативні шляхи для реалізації поставлених цілей. Контроль за цим здійснюється безпосередніми керівниками і ґрунтується на індивідуальному плані.

## Структура кадрового резерву
Процес створення кадрового резерву керівників проходить три етапи:
- пошук і оцінка кандидата;
- встановлення термінів,  методів і форм їх вивчення;
- безпосередня підготовка.

## Типологія кадрового резерву
Виділяють такі типи  кадрового резерву:
За видом діяльності:
- резерв розвитку[1] – група спеціалістів і керівників, що готуються до роботи в межах нових напрямків (при диверсифікації виробництва, розробці нових товарів і технологій);
- резерв функціонування – група спеціалістів і керівників, що повинні в майбутньому забезпечити ефективне функціонування підприємства.

За часом призначення:
- оперативний резерв (складається із дублерів – кандидатів на заміщення певних ключових посад, які готові приступити до роботи негайно або в найближчому майбутньому).
- стратегічний резерв (молоді працівники з лідерськими якостями, що можуть займати ці посади в перспективі до 20 років).